# Francisco Caldeira Castelo Branco
Francisco Caldeira Castelo Branco (1566 - 1619) foi um capitão-mor português, fundador da cidade de Santa Maria de Belém do Grão-Pará, capital do Estado do Pará, em 12 de janeiro de 1616.

## Biografia
Francisco Caldeira Castelo Branco teria nascido na localidade portuguesa de Castelo Branco, em 1566.Fontes mais recentes indicam que nasceu no Crato, no distrito de Portalegre, também em Portugal e, mais ainda, que se chamou mesmo Francisco Caldeira de Castelo Branco, como o demonstram as fontes existentes no Arquivo Histórico Ultramarino, em Lisboa.
Foi Capitão-mor da Capitania do Rio Grande de 1612 a 1614 (atual estado do Rio Grande do Norte) e da Capitania da Bahia de 1615 a 1618. Quando servia na guarnição de Pernambuco, foi enviado como comandante de uma expedição em socorro às tropas portuguesas que, sob o comando de Jerónimo de Albuquerque, lutavam contra os franceses no Maranhão. 

### Expedição ao Grão-Pará
Em 1615, após a expulsão dos franceses, Gaspar de Sousa, governador-geral do Brasil, substituiu Jerônimo de Albuquerque por Alexandre de Moura que, entre outras medidas, preparou uma expedição militar para expulsar estrangeiros (franceses, holandeses, ingleses) que se tivessem estabelecido no Grão-Pará. Para o comando da expedição, escolheu Francisco Caldeira, que partiu no dia 25 de dezembro de 1615, com um Caravelão, um Patacho e um Lanchão, com dez peças de artilharia, oito quintais de pólvora, munições e mantimentos. A força de desembarque, dispunha de três companhias de infantaria e 50 soldados sob o comando dos capitães Álvaro Neto (no caravelão Santa Maria da Candelária), Pedro de Freitas (no patacho Santa Maria da Graça) e António Fonseca (no lanchão Assunção), tendo por subalternos os alferes Gaspar de Macedo, Pedro Teixeira e Pedro Favela. Também seguiram na expedição o piloto Antônio Vicente Cochado e o famoso prisioneiro francês, Charles des Vaux.
Segundo relato de Capistrano de Abreu, "partiram no dia de Natal, correndo a costa, fazendo sondagens, dando fundo todas as noites, tomando as conhecenças da terra, numa extensão de cento e cinquenta léguas. Entraram na barra pela ponta de Saparará, e seguiram por entre ilhas, bem acolhidos pelo gentio disposto em seu favor, graças à derrota dos franceses, e encontraram notícias imprecisas de flamengos e ingleses que frequentavam aquelas regiões".
Em 12 de janeiro, Francisco Caldeira desembarcou na enseada da Baía do Guajará, chamada pelos Tupinambás de "Paraná-Guaçu", e na elevação que os nativos chamavam de "Mairi", fez edificar um forte de madeira, coberto de palha, ao qual denominou "Presepe" (Presépio), que mais tarde viria a se chamar Forte do Castelo. À colônia que se formou junto ao forte, ele deu o nome de "Feliz Lusitânia" – embrião da futura cidade de Belém.
Em seguida, Francisco Caldeira mandou ao Maranhão o alferes Pedro Teixeira, para comunicar o resultado de sua missão. Esse oficial, com um pequeno grupo de soldados e alguns índios de confiança, pôs-se por terra em 7 de março de 1616. A difícil viagem, que durou dois meses, traçou uma rota de comunicação terrestre entre o Grão-Pará e o Maranhão. Pedro Teixeira regressou, dessa vez por mar, trazendo no lanchão que o conduzia, 30 soldados arcabuzeiros , sob o comando de Salvador de Melo, além de petrechos bélicos e fardamento.

### Governo, deposição e morte
O governo de Francisco Caldeira, à frente da nova colônia, foi considerado autoritário e desagregador, razão pela qual, já em 1617, um memorial do Governador-Geral do Brasil, dirigido ao rei de Portugal, solicitava que ele fosse removido daquele posto "onde faz mil desconcertos, desaquietando os índios, pondo em seu lugar outra pessoa que os conserve como convém, para não se rebelarem". 
Estes "desconcertos" prosseguiriam no ano seguinte quando, em setembro de 1618, o capitão Álvaro Neto foi assassinado a punhaladas por Antônio Cabral, sobrinho de Francisco Caldeira. Os capitães Paulo da Rocha e Tadeu de Passos vendo que o Capitão-mor dava pouca atenção à anormalidade do delito, exigiram a imediata punição do assassino. Contudo, temerosos de sofrerem represálias, eles se recolheram ao Convento dos Religiosos de Santo Antônio.
Pressionado, Francisco Caldeira prendeu António Cabral, mas logo o libertou, sob a alegação de ter necessidade de todos os homens disponíveis para lutar em caso de um ataque dos indígenas. Deu ordens, também, para que fossem presos os militares refugiados no convento dos franciscanos. Essas e outras medidas, arbitrárias e impopulares, acabariam determinando sua remoção do cargo que ocupava na colônia.
É o próprio Francisco Caldeira quem relata o episódio de sua deposição. Segundo ele, na manhã do dia 23 de setembro de 1618, um domingo, ele foi acordado e preso pelo franciscano Cristóvão Vaz e pelos oficiais Francisco de Almeida e Antônio Pinto, tendo suas mãos sido amarradas com uma corda e os pés com uns grilhões e uma grande e grossa corrente de ferro. Em seu relato, ele reclama ter sido mantido preso em regime de incomunicabilidade, "negando-se licença aos que me querem visitar, de modo que todos temem pedi-la, e assim estou nesta estreiteza, desamparo e aperto a quem Deus acuda".
O fundador de Belém foi remetido a Lisboa, onde acabaria morrendo na prisão, em 1619. Em 12 de Junho desse mesmo ano, Maria Cabral e Francisca de Castelo Branco, mulher e filha de Francisco Caldeira de Castelo Branco apresentam ao Rei Filipe II (Filipe III de Espanha) um requerimento «pedindo confirmação das terras que possuem no Pará e que pertenciam a seu marido e Pai, o Capitão-mor do Pará, Francisco Caldeira de Castelo Branco». A situação não estava ainda inteiramente resolvida em 11 de Fevereiro de 1623, ano em que as mesmas requerem a Filipe III, identificando-se expressamente como suas herdeiras, «que se declare quem deverá fazer as diligências para confirmar as sesmarias que possuem no Pará, visto serem herdeiras do ex-capitão-mor Francisco Caldeira de Castelo Branco». Como resulta destas fontes primárias, Francisco Caldeira aparece expressamente nomeado como "Francisco Caldeira de Castelo Branco". Dele existe vasta descendência legítima em Portugal.